# Vera Caspary
Pour les articles homonymes, voir Caspary.
Œuvres principales
- Laura (en) (1942)
- Bedelia (1945)

Vera Caspary (Chicago, 13 novembre 1899 - New York, 13 juin 1987) est une auteure américaine de roman policier, de pièces de théâtre et de scénarios.

## Biographie
D'origine judéo-portugaise, Vera Caspary occupe, après ses études, à partir de 1917, divers petits emplois: sténo-dactylo, rédactrice publicitaire, professeur de danse par correspondance.
Autour de 1922, elle rédige des articles pour quelques magazines et, en parallèle, écrit des pièces de théâtre, en collaboration avec des dramaturges de métier.
Son père meurt en 1924. Vera Caspary s'installe peu après à New York, dans Greenwich Village où les contrats d'articles pour des magazines lui permettent de soutenir financièrement sa mère, surtout lorsque cette dernière tombe malade.
En 1929, ses deux premiers romans paraissent coup sur coup: le second, The White Girl, bien reçu par la critique, traite de la condition de la femme noire en Amérique. Elle multiplie ensuite les contacts et s'implante dans les milieux du théâtre et, surtout, du cinéma, ce qui la conduit à Hollywood. Prisées par certains producteurs, plusieurs de ses histoires originales sont vendues aux grands studios, notamment à la Fox, et Vera Caspary peut faire venir sa mère sur la Côte Ouest.
En dépit de sa fortune, les répercussions désastreuses de la Grande Dépression motivent son engagement au Parti Communiste. En avril 1939, elle se rend en Russie, visite Leningrad et Moscou, les usines de travailleurs et les milieux culturels, mais perd une bonne part de son enthousiasme militant que le pacte politique entre Staline et Hitler conduit à la désillusion. Elle quitte peu après le Parti et s'installe pour de bon à Hollywood. 
Son travail auprès des studios s'intensifie pendant la guerre, lui permettant néanmoins de poursuivre une carrière littéraire. La célébrité lui vient en 1942 à la parution de son roman Laura, adapté en 1944 au cinéma par Otto Preminger avec Gene Tierney dans le rôle-titre.
En marge de pièces de théâtre, Vera Caspary publie une vingtaine de romans et recueils de nouvelles jusqu'à la fin des années 1970.
Parmi les films célèbres auxquels elle fournit l'histoire originale ou participe au scénario, mentionnons La Vie facile (1937) de Mitchell Leisen, Service de Luxe (1938) de Rowland V. Lee, Chaînes conjugales (1949) de Joseph L. Mankiewicz, La Femme au gardénia (1953) de Fritz Lang et Les Girls (1957) de George Cukor.
Elle meurt d'une crise cardiaque au St. Vincent’s Hospital de New York en juin 1987.

## Œuvre

### Romans

#### Romans policiers
- Laura (1943) Publié en français sous le titre Laura, Paris, Presses de la Cité, 1946 ; réédition, Paris, Opta, coll. « Club du Livre policier », 1961 ; réédition, Paris, Christian Bourgois, coll. « Série B », 1981 ; réédition, Paris, J'ai lu no 1561, 1983 ; réédition, Paris, France-Loisirs, coll. « Thriller », 1984 ; réédition dans le volume Étranges Vérités, Paris, Omnibus, 2012
- Bedelia (1945) Publié en français sous le titre Bedelia, Paris, Presses de la Cité, 1946 ; réédition, Paris, Opta, coll. « Club du Livre policier », 1961 ; réédition, Paris, Presses de la Cité, coll. « Classiques du roman policier » no 25, 1982 ; réédition dans le volume Étranges Vérités, Paris, Omnibus, 2012
- The Lady in Mink (1946)
- Stranger than Truth (1947) Publié en français sous le titre L'Étrange Vérité, Paris, Presses de la Cité, coll. « Un mystère » no 25, 1950 ; réédition, Paris, Minerve, 1985 ; réédition dans Polars années cinquante vol. 4, Paris, Omnibus, 1998 ; réédition dans le volume Étranges Vérités, Paris, Omnibus, 2012
- The Death Wish ou The Weeping and the Laughter (1951)
- Thelma (1953)
- False Face (1954)
- The Husband (1957), avec une illustration de couverture par George Adamson Publié en français sous le titre dans Erreur sur le mari, Paris, Fayard, coll. « L'Aventure criminelle » no 61, 1959 ; réédition dans le volume Étranges Vérités, Paris, Omnibus, 2012
- Evvie (1960)
- A Chosen Sparrow (1964)
- The Man Who Loved His Wife (1966)
- The Rosecrest Cell (1968)
- Final Portrait (1971) Publié en français sous le titre Le Manteau neuf d'Anita, Paris, Librairie des Champs-Élysées, coll. « Le Masque » no 1315, 1974 ; réédition dans Étranges Vérités, Paris, Omnibus, 2012
- Ruth (1972)
- Elizabeth X ou The Secret of Elizabeth (1978)

#### Romans littéraires
- Ladies and Gents (1929)
- The White Girl (1929)
- Music in the street (1930)
- Thicker than Water (1932) Publié en français sous le titre Les Liens du sang, Paris, Begh, 1947
- Bachelor in Paradise (1961)
- Dreamers (1975)

### Recueil de nouvelles
- The Murder in the Stork Club and Others Mysteries (2009) - anthologie posthume de nouvelles policières

### Nouvelles
- A Star in Spite of Herself (1925)
- Any Woman Can Wear Pink (1930)
- Odd Thursday (1933)
- Sugar and Spice (1943), aussi paru sous le titre Sugar and Spice - and Murder
- Stranger in The House (1943)
- The Murder in the Stork Club (1946), novella
- Out of the Blue (1947)
- Marriage '48 (1948)
- Ruth (1950)

### Théâtre
- Blind Mice (1930) - en collaboration avec Winifred Lenihan (en)
- Geraniums in My Window; a Comedy in Three Acts (1934) - en collaboration avec Samuel Ornitz
- June 13; a Mystery-Drama in Three Acts (1940) - en collaboration avec Frank Vreeland
- Laura (1947) - adaptation scénique du roman éponyme, en collaboration avec George Sklar
- Wedding in Paris (1956) - en collaboration avec Sonny Miller

### Autres ouvrages
- A Manual of Classic Dancing (1922) - signé Sergei Marino
- The Secrets of Grown-Ups (1979) - autobiographie

## Filmographie

### Adaptations de ses œuvres
- 1931 : Working Girls, film américain réalisé par Dorothy Arzner, adaptation de la pièce Blind Mice
- 1934 : Such Women are Dangerous, film américain réalisé par James Flood, adaptation de la nouvelle Odd Thursday
- 1944 : Laura, film américain réalisé par Otto Preminger, adaptation du roman éponyme

### En tant que scénariste
- 1932 : The Night of June 13th, film américain réalisé par Stephen Roberts, d'après une histoire originale de Vera Caspary intitulée Suburbs
- 1934 : Private Scandal, film américain réalisé par Ralph Murphy, d'après une histoire originale de Vera Caspary et Bruce Manning intitulée In Conference
- 1935 : I'll Love You Always, film américain réalisé par Leo Bulgakov, scénario de Vera Caspary et Sidney Buchman
- 1937 : La Vie facile (Easy Living), film américain réalisé par Mitchell Leisen, d'après une histoire originale de Vera Caspary
- 1938 : Scandal Street (en), film américain réalisé par James P. Hogan, nouvelle adaptation de Suburbs
- 1938 : Service de Luxe, film américain réalisé par Rowland V. Lee, d'après une histoire originale de Vera Caspary et Bruce Manning
- 1940 : Sing, Dance, Plenty Hot, film américain réalisé par Lew Landers, d'après une histoire originale de Vera Caspary
- 1941 : La Fille du péché (Lady from Louisiana), film américain réalisé par Bernard Vorhaus
- 1943 : Lady Bodyguard, film américain réalisé par William Clemens, d'après une histoire originale de Vera Caspary et Edward Haldeman
- 1946 : Claudia et David, film américain réalisé par Walter Lang
- 1946 : La Perle noire (Bedelia), film américain réalisé par Lance Comfort, adaptation du roman éponyme par Vera Caspary et plusieurs collaborateurs
- 1947 : Out of the Blue, film américain réalisé par Leigh Jason, adaptation de la nouvelle éponyme par Vera Caspary et plusieurs collaborateurs
- 1949 : Chaînes conjugales (A Letter to Three Wives), film américain réalisé par Joseph L. Mankiewicz, adaptation par Vera Caspary du roman de John Klempner, scénario de Mankiewicz
- 1951 : Three Husbands (en), film américain réalisé par Irving Reis, d'après une histoire originale de Vera Caspary, adaptée par elle-même et plusieurs collaborateurs
- 1951 : Vendeur pour dames (I Can Get It for You Wholesale), film américain réalisé par Michael Gordon, adaptation par Vera Caspary d'un roman de Jerome Weidman
- 1953 : La Femme au gardénia (The Blue Gardenia), film américain réalisé par Fritz Lang, d'après une histoire originale de Vera Caspary
- 1953 : Donnez-lui une chance (Give a Girl a Break), film américain réalisé par Stanley Donen, d'après une histoire originale de Vera Caspary
- 1957 : Les Girls, film américain réalisé par George Cukor, d'après une histoire originale de Vera Caspary
- 1961 : L'Américaine et l'Amour (Bachelor in Paradise), film américain réalisé par Jack Arnold, d'après une histoire originale de Vera Caspary